# Perotis leptopus
Perotis leptopus är en gräsart som beskrevs av Pilg.. Perotis leptopus ingår i släktet Perotis och familjen gräs. Inga underarter finns listade i Catalogue of Life.